# Jordan Leondopoulos
Jordan Leondopoulos (geb. vor 1969) ist ein Filmregisseur, Filmeditor und Akademiker.

## Leben
Leondopoulos inszenierte 1969 den Film Wer die Killer ruft (Sam's Song) mit dem jungen Robert De Niro in einer tragenden Rollen. Im Anschluss war er 1973 am Schnitt des Horrorfilms Der Exorzist beteiligt, wofür er mit seinen Kollegen Norman Gay, Evan A. Lottman sowie Bud S. Smith für den Oscar in der Kategorie Bester Schnitt nominiert wurde. 
Die Firma Cannon Films, die seinen Film aus dem Jahr 1969 produziert hatte, wurde 1979 von Menahem Golan und Yoram Globus aufgekauft. Die beiden beauftragten John C. Broderick den Film umzuschneiden, um mit dem mittlerweile bekannten Schauspieler Robert De Niro Einnahmen zu generieren. Es wurden auch ganz neue Filmszenen gedreht. Diese neue Fassung des Films wurde unter dem Titel The Swap neuveröffentlicht und später auch als Line of Fire vertrieben. Leondopoloulus selbst verwendete für diese Fassung das Pseudonym "John Shade".
1981 war er noch am Schnitt von Wolfen beteiligt, im Anschluss wandte er sich einer akademischen Karriere zu und erwarb auch einen Doktortitel. In späteren Jahren war er am City College of New York tätig.